# Circus Williams
Le Cirque Williams est un cirque allemand resté célèbre dans l'histoire du cirque pour avoir été :
- l'un des 3 partenaires (espagnol, allemand et italien) du Circo Americo, popularisé en France sous l'enseigne American circus,
- à l'origine de la seconde unité du cirque américain Ringling Bros. and Barnum & Bailey Circus dirigée par le dresseur vedette Gunther Gebel-Williams.

## La famille Williams
Carola Althoff (* 1903 ; † 1987) épousa en premières noces Harry Barlay puis en secondes noces Harry Williams (* 1902, † le 10 janvier 1951).
Gunther Gebel (* 1934 à Schweidnitz, en Silésie ; † le 19 juillet 2001 à Venice, en Floride), considéré comme le fils adoptif de Carola et Harry Williams, épousa, le 21 novembre 1961, leur fille Jeanette Williams dont il divorça en 1967.

## Le Cirque williams
C'est avec son second mari, Harry Williams, que Carola Williams créa le « Great Williams Circus Show », dont la première représentation eut lieu à Hambourg en 1946.
En décembre 1950, le Cirque Williams voyagea en Angleterre.
Le 10 janvier 1951, Harry Williams mourut des suites d'un accident survenu 14 jours plus tôt, lors d'une course de char romain à l'Harringay Arena de Londres.
Carola Williams présenta pour la première fois, le 23 mars 1962, son Cirque national espagnol. Elle unit son destin avec celui des directeurs espagnols de cirque Feijóo et Castilla jusqu'en 1966.
Le Cirque de Carola Williams s’associe alors avec le Cirque italien d’Enis Togni et le producteur espagnol Arturo Castilla (tout en dirigeant le Cirque Price de Madrid) pour constituer le premier cirque à vocation européenne de l’histoire du cirque : le Circo Americano.
Outre les numéros de dressage du troupeau d'éléphants et du groupe de lippizans du cirque, Gunther Gebel-Williams présenta, en 1963, le spectacle sensationnel d'un tigre écuyer sur 2 éléphants (1 africain et 1 asiatique).
Dès 1966, le cirque voyagea à nouveau sous le nom de Cirque Williams et acheva, le 27 octobre 1968, sa dernière saison, à Cologne.
En 1968, Irvin Feld, propriétaire du Ringling Bros. and Barnum & Bailey Circus, a acheté le Cirque Williams pour 2 millions de dollars, afin d'obtenir que le dresseur d’animaux Gunther Gebel-Williams travaille pour son entreprise de cirque.
Le 2 novembre 1968, l'Atlantic Saga partit de Bremerhaven à destination des États-Unis, avec à son bord, les 17 éléphants, 25 chevaux, 9 tigres, 50 pigeons et 11 perroquets du Cirque williams, convoyés par Gunther Gebel-Williams.
Ainsi commença l'histoire de la seconde unité du « Greatest Show on Earth », l'unité rouge, avec Gunther Gebel-Williams faisant ses débuts américains au Madison Square Garden de New York en 1969.